# Inverness Caledonian Thistle Football Club
El Inverness Caledonian Thistle Football Club es un club de fútbol de Escocia, con sede en Inverness. Fue fundado en agosto de 1994, y compite en la Scottish League One, tercera categoría del fútbol escocés.

## Historia
El club fue fundado como Caledonian Thistle F.C. en 1994 por la fusión de Caledonian FC e Inverness Thistle FC, ambos formados por separado en 1885 y, en aquel entonces, miembros de la Liga de Fútbol Highland.
En su primera temporada en la tercera división terminaron en sexto lugar, en la segunda temporada fueron terceros y en la tercera temporada consiguieron el campeonato.
En la Segunda división estuvieron 2 temporadas, en la segunda (1998-99) fueron finalistas y subieron a la primera división.
En la temporada 2003-04 fueron campeones de la primera división y podían subir a la Premier league escocesa, pero necesitaban un estadio de 10 000 personas y el Caledonian Stadium era solo para 7000, decidieron jugar en el estadio del Aberdeen que está a 150 km de Inverness.
Las reglas cambiaron el año siguiente y pudieron jugar en su estadio, En el primer partido de la Premier League que jugaron en su estadio derrotaron a Dunfermline por 2-0.

## Uniforme
| 2016-17 | 2017-18 | 2018-19 | 2019-20 | 2020-21 |

## Palmarés

### Torneos nacionales
- Copa de Escocia (1): 2014-15
- Segunda División de Escocia (2): 2003-04, 2009-10
- Cuarta División de Escocia (1): 1996-97
- Scottish Challenge Cup (3): 2003–04, 2017-18, 2019-20

## Participación en competiciones de la UEFA
| Temporada | Torneo                 | Ronda              | Club          | Casa | Visita | Global |
| --------- | ---------------------- | ------------------ | ------------- | ---- | ------ | ------ |
| 2015–16   | Liga Europa de la UEFA | 2.ª Clasificatoria | Astra Giurgiu | 0–1  | 0–0    | 0–1    |